# تشارلز بيركنز (سياسي)
تشارلز بيركنز (بالإنجليزية: Charles Collier Perkins)‏ هو فلاح وسياسي أسترالي، ولد في 5 أغسطس 1906 في أستراليا، وتوفي في 1961 في أستراليا. حزبياً، نشط في Western Australian National Party ‏. وقد انتخب عضو الجمعية التشريعية لأستراليا الغربية.